# 앤 헤그트베이트
앤 헤그트베이트(영어: Anne Heggtveit, 1939년 1월 11일~)는 캐나다의 알파인 스키 선수이다. 1960년 동계 올림픽 대회전 금메달을 획득했다.